# Liste der Stadtgemeinden im Reichsgau Sudetenland
| Deutscher Name              | Tschechischer Name           | Landkreis 1939          | Regierungs- bezirk 1939 | Landesteil | Markt seit | Stadt seit       | Einwohner 1939 |                               |
| --------------------------- | ---------------------------- | ----------------------- | ----------------------- | ---------- | ---------- | ---------------- | -------------- | ----------------------------- |
| Abertham                    | Abertamy                     | Neudek                  | Eger                    | Böhmen     |            | 1579–1945 2007   | 2.939          |                               |
| Aicha (Sudeten)             | Český Dub                    | Reichenberg             | Aussig                  | Böhmen     |            |                  | 2.007          | bis 1943 Böhmisch Aicha       |
| Asch                        | Aš                           | Asch                    | Eger                    | Böhmen     |            | 1872             | 23.123         |                               |
| Arnau                       | Vrchlabí                     | Hohenelbe               | Aussig                  | Böhmen     |            |                  | 4.273          |                               |
| Auscha                      | Úštěk                        | Leitmeritz              | Aussig                  | Böhmen     |            | 1361             | 2.078          |                               |
| Aussig                      | Ústí nad Labem               | Aussig                  | Aussig                  | Böhmen     |            |                  | 67.063         |                               |
| Bad Königswart              | Lázně Kynžvart               | Marienbad               | Eger                    | Böhmen     |            |                  | 1.762          |                               |
| Bärn                        | Moravský Beroun              | Bärn                    | Troppau                 | Mähren     |            |                  | 2.998          |                               |
| Bärringen                   | Pernink                      | Neudek                  | Eger                    | Böhmen     |            |                  | 3.102          |                               |
| Bautsch                     | Budišov nad Budišovkou       | Bärn                    | Troppau                 | Mähren     |            |                  | 4.072          |                               |
| Bennisch                    | Horní Benešov                | Freudenthal             | Troppau                 | Schlesien  |            |                  | 3.414          |                               |
| Bensen                      | Benešov nad Ploučnicí        | Tetschen-Bodenbach      | Aussig                  | Böhmen     |            | 1392             | 4.083          |                               |
| Bergstadt                   | Horní Město                  | Römerstadt              | Troppau                 | Mähren     |            | 1580             | 1.251          |                               |
| Bilin                       | Bílina                       | Bilin                   | Aussig                  | Böhmen     |            | 1263             | 9.125          |                               |
| Bischofteinitz              | Horšovský Týn                | Bischofteinitz          | Eger                    | Böhmen     |            |                  | 2.995          |                               |
| Bleistadt                   | Oloví                        | Falkenau an der Eger    | Eger                    | Böhmen     |            | 1558             | 1.723          |                               |
| Bodenbach                   | Podmokly                     | Tetschen-Bodenbach      | Aussig                  | Böhmen     |            |                  | 20.082         |                               |
| Bodenstadt                  | Potštát                      | Bärn                    | Troppau                 | Mähren     |            | 1394             | 1.246          |                               |
| Böhmisch Kamnitz            | Česká Kamenice               | Tetschen-Bodenbach      | Aussig                  | Böhmen     |            |                  | 4.360          |                               |
| Böhmisch Leipa              | Česká Lípa                   | Böhmisch Leipa          | Eger                    | Böhmen     |            | 1381             | 12.000         |                               |
| Böhmisch Wiesenthal         | Loučná pod Klínovcem         | Sankt Joachimsthal      | Eger                    | Böhmen     |            | 1520             | 1.230          | frühere Name:Český Wiesenthal |
| Braunau                     | Broumov                      | Braunau                 | Aussig                  | Böhmen     |            |                  | 5.383          |                               |
| Braunseifen                 | Ryžoviště                    | Römerstadt              | Troppau                 | Mähren     |            |                  | 1.586          |                               |
| Brüsau                      | Březová nad Svitavou         | Zwittau                 | Troppau                 | Mähren     |            | 1497             | 1.286          |                               |
| Brüx                        | Most (Tschechien)            | Brüx                    | Aussig                  | Böhmen     |            |                  | 36.454         |                               |
| Buchau                      | Bochov                       | Luditz                  | Eger                    | Böhmen     |            | bis 1947 ab 2006 | 1.673          |                               |
| Chiesch                     | Chyše                        | Luditz                  | Eger                    | Böhmen     |            | 1475– ab 2007    | 1.156          |                               |
| Chodau                      | Chodov                       | Elbogen                 | Eger                    | Böhmen     |            |                  | 5.461          |                               |
| Dauba                       | Dubá                         | Dauba                   | Aussig                  | Böhmen     |            |                  | 1.474          |                               |
| Deutsch Gabel               | Jablonné v Podještědí        | Deutsch Gabel           | Aussig                  | Böhmen     |            |                  | 2.159          |                               |
| Deutsch Kralup              | Kralupy u Chomutova          | Komotau                 | Aussig                  | Böhmen     |            |                  | 1.274          | früher:Nĕmecké Kralupy        |
| Domstadtl                   | Domašov nad Bystřicí         | Bärn                    | Troppau                 | Mähren     |            |                  | 1.065          |                               |
| Dobrzan                     | Dobřany                      | Mies                    | Eger                    | Böhmen     |            |                  | 5.443          | ab 1938:Wiesengrund           |
| Duppau                      | Doupov                       | Kaaden                  | Eger                    | Böhmen     |            | 15__             | 1.453          | Stadt ist verschwunden        |
| Dux                         | Duchcov                      | Dux                     | Aussig                  | Böhmen     |            |                  | 9.646          |                               |
| Eger                        | Cheb                         | Eger                    | Eger                    | Böhmen     |            | 1242             | 31.672         |                               |
| Eidlitz                     | Údlice                       | Komotau                 | Aussig                  | Böhmen     |            | 1790             | 2.196          |                               |
| Elbogen                     | Loket                        | Elbogen                 | Eger                    | Böhmen     |            |                  | 3.594          |                               |
| Einsiedl                    | Mnichov u Mariánských Lázní  | Marienbad               | Eger                    | Böhmen     |            | 1437             | 712            |                               |
| Engelsberg                  | Andělská Hora ve Slezsku     | Freudenthal             | Troppau                 | Schlesien  |            | 1553– 2008       | 1.410          |                               |
| Falkenau an der Eger        | Sokolov                      | Falkenau an der Eger    | Eger                    | Böhmen     |            |                  | 11.291         |                               |
| Flöhau                      | Blšany                       | Podersam                | Eger                    | Böhmen     |            | 13__-1945 2006   | 793            |                               |
| Franzensbad                 | Františkovy Lázně            | Eger                    | Eger                    | Böhmen     |            | 1865             | 3.784          |                               |
| Freiberg in Mähren          | Příbor                       | Neu Titschein           | Troppau                 | Mähren     |            |                  | 4.313          |                               |
| Freiheit                    | Svoboda nad Úpou             | Trautenau               | Aussig                  | Böhmen     |            |                  | 1.271          |                               |
| Freiwaldau                  | Jeseník                      | Freiwaldau              | Troppau                 | Schlesien  |            | 1506             | 7.440          | bis 1947 Frývaldov            |
| Freudenthal                 | Bruntál                      | Freudenthal             | Troppau                 | Schlesien  |            |                  | 9.569          |                               |
| Friedeberg                  | Žulová                       | Freiwaldau              | Troppau                 | Schlesien  |            | 1793             | 1.612          |                               |
| Friedland (Isergebirge)     | Frýdlant v Čechách           | Friedland (Isergebirge) | Aussig                  | Böhmen     |            |                  | 5.829          |                               |
| Frühbuß                     | Přebuz                       | Neudek                  | Eger                    | Böhmen     |            | 2007             | 1.320          |                               |
| Fulnek                      | Fulnek                       | Neu Titschein           | Troppau                 | Mähren     |            |                  | 3.308          |                               |
| Gablonz an der Neiße        | Jablonec nad Nisou           | Gablonz an der Neiße    | Aussig                  | Böhmen     | 1808       | 1866             | 28.774         |                               |
| Gastorf                     | Hoštka                       | Dauba                   | Aussig                  | Böhmen     |            | 1853–1945 2006   | 950            |                               |
| Georgswalde                 | Jiříkov                      | Rumburg                 | Aussig                  | Böhmen     | 1753       | 1914             | 7.683          |                               |
| Goldenstein                 | Branná                       | Mährisch Schönberg      | Troppau                 | Mähren     |            |                  | 1.180          |                               |
| Görkau                      | Jirkov                       | Komotau                 | Aussig                  | Böhmen     |            | 1507             | 6.334          |                               |
| Gossengrün                  | Krajková                     | Falkenau an der Eger    | Eger                    | Böhmen     |            | 1484             | 1.570          |                               |
| Gottesgab                   | Boží Dar                     | Sankt Joachimsthal      | Eger                    | Böhmen     |            | 1520             | 938            |                               |
| Graber                      | Kravaře v Čechách            | Leitmeritz              | Aussig                  | Böhmen     |            |                  | 861            |                               |
| Graslitz                    | Kraslice                     | Graslitz                | Eger                    | Böhmen     |            | 1370             | 12.597         |                               |
| Graupen                     | Krupka                       | Teplitz-Schönau         | Aussig                  | Böhmen     |            |                  | 3.905          |                               |
| Groß Schönau                | Velký Šenov                  | Schluckenau             | Aussig                  | Böhmen     |            | 1907             | 4.459          |                               |
| Grottau                     | Hrádek nad Nisou             | Reichenberg             | Aussig                  | Böhmen     |            | 1260             | 3.718          |                               |
| Grulich                     | Králíky                      | Grulich                 | Troppau                 | Böhmen     |            |                  | 3.427          |                               |
| Haid                        | Bor u Tachova                | Tachau                  | Eger                    | Böhmen     |            |                  | 1.942          |                               |
| Haida                       | Nový Bor                     | Böhmisch Leipa          | Eger                    | Böhmen     | 1757       |                  | 6.677          |                               |
| Haindorf                    | Hejnice                      | Friedland (Isergebirge) | Aussig                  | Böhmen     |            |                  | 2.404          |                               |
| Hainspach                   | Lipová u Šluknova            | Schluckenau             | Aussig                  | Böhmen     |            |                  | 2.401          |                               |
| Heinrichsgrün               | Jindřichovice                | Graslitz                | Eger                    | Böhmen     |            |                  | 1.652          |                               |
| Hermannstadt                | Heřmanovice                  | Freiwaldau              | Troppau                 | Schlesien  |            |                  | 2.148          |                               |
| Hof                         | Dvorce u Bruntálu            | Bärn                    | Troppau                 | Mähren     |            | 1406             | 2.460          |                               |
| Hohenelbe                   | Vrchlabí                     | Hohenelbe               | Aussig                  | Böhmen     |            | 1533             | 6.333          |                               |
| Hohenstadt                  | Zábřeh                       | Hohenstadt              | Troppau                 | Mähren     |            | 1275             | 6.554          |                               |
| Hostau                      | Hostouň                      | Bischofteinitz          | Eger                    | Böhmen     | 1522       | 1587             | 951            |                               |
| Hotzenplotz                 | Osoblaha                     | Jägerndorf              | Troppau                 | Schlesien  |            | ~1250            | 2.138          |                               |
| Jägerndorf                  | Krnov                        | Jägerndorf              | Troppau                 | Schlesien  |            |                  | 24.174         |                               |
| Jauernig                    | Javorník                     | Freiwaldau              | Troppau                 | Schlesien  |            | 1549             | 2.923          |                               |
| Jechnitz                    | Jesenice                     | Podersam                | Eger                    | Böhmen     |            |                  | 1.507          |                               |
| Johannesberg                | Janov nad Nisou              | Gablonz an der Neiße    | Aussig                  | Böhmen     |            |                  | 2.371          |                               |
| Johannesthal                | Janov u Krnova               | Jägerndorf              | Troppau                 | Schlesien  |            | 1535-19__ 2007   | 1.158          |                               |
| Kaaden                      | Kadaň                        | Kaaden                  | Eger                    | Böhmen     |            |                  | 7.650          |                               |
| Karbitz                     | Chabařovice                  | Aussig                  | Aussig                  | Böhmen     |            | vor 1520         | 5.138          |                               |
| Karlsbad                    | Karlovy Vary                 | Karlsbad                | Eger                    | Böhmen     |            | 1370             | 53.339         |                               |
| Katharinaberg               | Hora Svaté Kateřiny          | Brüx                    | Aussig                  | Böhmen     |            | 2008             | 1.470          |                               |
| Kladrau                     | Kladruby u Stříbra           | Mies                    | Eger                    | Böhmen     |            | -1960 2007       | 1.193          |                               |
| Klostergrab                 | Hrob                         | Dux                     | Aussig                  | Böhmen     |            | 1594             | 2.811          |                               |
| Klösterle an der Eger       | Klášterec nad Ohří           | Kaaden                  | Eger                    | Böhmen     |            |                  | 3.983          |                               |
| Komotau                     | Chomutov                     | Komotau                 | Aussig                  | Böhmen     |            | 1396             | 31.317         |                               |
| Königsberg an der Eger      | Kynšperk nad Ohří            | Falkenau an der Eger    | Eger                    | Böhmen     |            | 1364             | 5.236          |                               |
| Königsberg in Schlesien     | Klimkovice                   | Wagstadt                | Troppau                 | Schlesien  |            |                  | 2.913          |                               |
| Kopitz                      | Kopisty                      | Brüx                    | Aussig                  | Böhmen     |            | 1911             | 6.752          | 1941 an Brüx                  |
| Kratzau                     | Chrastava                    | Reichenberg             | Aussig                  | Böhmen     |            | 1527             | 4.339          |                               |
| Kreibitz                    | Chřibská                     | Warnsdorf               | Aussig                  | Böhmen     |            | 1570             | 1.365          |                               |
| Kriegern                    | Kryry                        | Podersam                | Eger                    | Böhmen     |            | 2007             | 2.501          |                               |
| Kupferberg                  | Měděnec                      | Preßnitz                | Aussig                  | Böhmen     |            |                  | 1.137          |                               |
| Ladowitz                    | Ledvice                      | Dux                     | Aussig                  | Böhmen     | 1898       | 1911             | 3.340          |                               |
| Landskron                   | Lanškroun                    | Landskron               | Troppau                 | Böhmen     |            |                  | 6.210          |                               |
| Lauterbach                  | Čistá u Rovné                | Elbogen                 | Eger                    | Böhmen     |            | 1551             | 1.019          | früher:Mesto Litrbachy        |
| Leitmeritz                  | Litoměřice                   | Leitmeritz              | Aussig                  | Böhmen     |            | 1227             | 17.267         |                               |
| Leskau                      | Lestkov                      | Tepl                    | Eger                    | Böhmen     |            |                  | 820            |                               |
| Liebenau                    | Hodkovice nad Mohelkou       | Reichenberg             | Aussig                  | Böhmen     |            |                  | 2.013          |                               |
| Lobositz                    | Lovosice                     | Leitmeritz              | Aussig                  | Böhmen     |            | 1600             | 5.144          |                               |
| Luditz                      | Žlutice                      | Luditz                  | Eger                    | Böhmen     |            | 1341             | 1.970          |                               |
| Mährisch Altstadt           | Staré Město pod Sněžníkem    | Mährisch Schönberg      | Troppau                 | Mähren     |            | 1336             | 2.250          |                               |
| Mährisch Aussee             | Úsov                         | Hohenstadt              | Troppau                 | Mähren     |            |                  | 1.420          |                               |
| Mährisch Neustadt           | Uničov                       | Sternberg (Mähren)      | Troppau                 | Mähren     |            |                  | 4.442          |                               |
| Mährisch Schönberg          | Šumperk                      | Mährisch Schönberg      | Troppau                 | Mähren     |            |                  | 15.611         |                               |
| Mährisch Trübau             | Moravská Třebová             | Mährisch Trübau         | Troppau                 | Mähren     |            |                  | 8.199          |                               |
| Marienbad                   | Mariánské Lázně              | Marienbad               | Eger                    | Böhmen     |            | 1866             | 7.706          |                               |
| Maschau                     | Mašťov                       | Podersam                | Eger                    | Böhmen     |            | 2007             | 910            |                               |
| Michelsberg                 | Michalovy Hory               | Tachau                  | Eger                    | Böhmen     |            |                  | 625            |                               |
| Mies                        | Stříbro                      | Mies                    | Eger                    | Böhmen     |            | ~1245            | 5.662          |                               |
| Morchenstern                | Smržovka                     | Gablonz an der Neiße    | Aussig                  | Böhmen     |            | 1905             | 6.719          |                               |
| Müglitz                     | Mohelnice                    | Hohenstadt              | Troppau                 | Mähren     |            | 1250             | 4.325          |                               |
| Neudek                      | Nejdek                       | Neudek                  | Eger                    | Böhmen     |            | 1602             | 8.441          |                               |
| Neumarkt                    | Úterý                        | Tepl                    | Eger                    | Böhmen     |            | -1949 2007       | 824            |                               |
| Neustadt an der Tafelfichte | Nové Město pod Smrkem        | Friedland (Isergebirge) | Aussig                  | Böhmen     |            | 1592             | 3.905          |                               |
| Neu Titschein               | Nový Jičín                   | Neu Titschein           | Troppau                 | Mähren     |            | 1313             | 12.925         |                               |
| Nieder Einsiedel            | Dolní Poustevna              | Schluckenau             | Aussig                  | Böhmen     |            |                  | 2.626          |                               |
| Niedergeorgenthal           | Dolní Jiřetín                | Brüx                    | Aussig                  | Böhmen     | 1571       | 1862             | 3.099          | ab 1943 zu Obergeorgenthal    |
| Niemes                      | Mimoň                        | Deutsch Gabel           | Aussig                  | Böhmen     |            |                  | 5.964          |                               |
| Niklasberg                  | Mikulov v Krušných horách    | Teplitz-Schönau         | Aussig                  | Böhmen     |            |                  | 561            |                               |
| Nixdorf                     | Mikulášovice                 | Schluckenau             | Aussig                  | Böhmen     |            | 1916             | 6.160          |                               |
| Nürschan                    | Nýřany                       | Mies                    | Eger                    | Böhmen     |            |                  | 4.042          |                               |
| Obergeorgenthal             | Horní Jiřetín                | Brüx                    | Aussig                  | Böhmen     |            | 2006             | 3.357          |                               |
| Oberleutensdorf             | Litvínov                     | Brüx                    | Aussig                  | Böhmen     |            | 1852             | 8.284          |                               |
| Odrau                       | Odry                         | Neu Titschein           | Troppau                 | Schlesien  |            |                  | 4.134          |                               |
| Olbersdorf                  | Město Albrechtice            | Jägerndorf              | Troppau                 | Schlesien  |            |                  | 2.582          |                               |
| Oschitz                     | Osečná                       | Reichenberg             | Aussig                  | Böhmen     |            |                  | 601            |                               |
| Ossegg                      | Osek                         | Dux                     | Aussig                  | Böhmen     |            |                  | 7.701          |                               |
| Petschau                    | Bečov nad Teplou             | Tepl                    | Eger                    | Böhmen     |            |                  | 2.158          |                               |
| Pilnikau                    | Pilníkov                     | Trautenau               | Aussig                  | Böhmen     |            |                  | 1.748          |                               |
| Plan                        | Planá u Mariánských Lázní    | Tachau                  | Eger                    | Böhmen     |            |                  | 4.110          |                               |
| Platten                     | Horní Blatná                 | Neudek                  | Eger                    | Böhmen     |            | 2007             | 2.210          |                               |
| Podersam                    | Podbořany                    | Podersam                | Eger                    | Böhmen     |            | 1575             | 3.198          |                               |
| Postelberg                  | Postoloprty                  | Saaz                    | Eger                    | Böhmen     |            |                  | 2.561          |                               |
| Preßnitz                    | Přísečnice                   | Preßnitz                | Aussig                  | Böhmen     |            | 1352             | 2486           |                               |
| Priesen                     | Bžezno                       | Komotau                 | Aussig                  | Böhmen     |            |                  | 1.269          |                               |
| Puschwitz                   | Buškovice                    | Podersam                | Eger                    | Böhmen     |            |                  | 1.307          |                               |
| Radonitz                    | Radonice u Kadaně            | Kaaden                  | Eger                    | Böhmen     |            |                  | 858            |                               |
| Reichenau                   | Rychnov u Jablonce nad Nisou | Gablonz an der Neiße    | Aussig                  | Böhmen     |            |                  | 3.063          |                               |
| Reichenberg                 | Liberec                      | Reichenberg             | Aussig                  | Böhmen     |            | 1577             | 69.195         |                               |
| Reichstadt                  | Zákupy                       | Deutsch Gabel           | Aussig                  | Böhmen     |            |                  | 1.904          |                               |
| Rokitnitz im Adlergebirge   | Rokytnice v Orlických horách | Grulich                 | Troppau                 | Böhmen     |            |                  | 1.025          |                               |
| Römerstadt                  | Rýmařov                      | Römerstadt              | Troppau                 | Mähren     |            |                  | 5.858          |                               |
| Ronsperg                    | Poběžovice                   | Bischofteinitz          | Eger                    | Böhmen     | 1424       | 1502             | 2.995          |                               |
| Rudig                       | Vroutek                      | Podersam                | Eger                    | Böhmen     |            |                  | 2.152          |                               |
| Rumburg                     | Rumburk                      | Rumburg                 | Aussig                  | Böhmen     |            | 1347             | 9.453          |                               |
| Saaz                        | Žatec                        | Saaz                    | Eger                    | Böhmen     |            |                  | 16.247         |                               |
| Sandau                      | Žandov                       | Böhmisch Leipa          | Eger                    | Böhmen     |            | 14__             | 1.306          |                               |
| Sangersberg                 | Prameny                      | Marienbad               | Eger                    | Böhmen     |            | 1380             | 1.422          |                               |
| Sankt Georgenthal           | Jiřetín pod Jedlovou         | Warnsdorf               | Aussig                  | Böhmen     |            | 1914             | 2.134          |                               |
| Sankt Joachimsthal          | Jáchymov                     | Sankt Joachimsthal      | Eger                    | Böhmen     |            | 1520             | 6.388          |                               |
| Schatzlar                   | Žacléř                       | Trautenau               | Aussig                  | Böhmen     |            |                  | 3.217          |                               |
| Scheles                     | Žihle                        | Podersam                | Eger                    | Böhmen     |            |                  | 1.121          |                               |
| Schildberg                  | Štíty                        | Hohenstadt              | Troppau                 | Mähren     |            |                  | 1.366          |                               |
| Schlaggenwald               | Horní Slavkov                | Elbogen                 | Eger                    | Böhmen     |            | 1547             | 3.022          |                               |
| Schluckenau                 | Šluknov                      | Schluckenau             | Aussig                  | Böhmen     |            | 1359             | 5.319          |                               |
| Schönbach                   | Luby                         | Eger                    | Eger                    | Böhmen     |            |                  | 4.268          |                               |
| Schönfeld                   | Krásno nad Teplou            | Elbogen                 | Eger                    | Böhmen     |            | 1380             | 1.995          |                               |
| Schönlinde                  | Krásná Lípa                  | Rumburg                 | Aussig                  | Böhmen     | 1731       | 1870             | 6.076          |                               |
| Schönthal                   | Krásné Údolí                 | Tepl                    | Eger                    | Böhmen     |            |                  | 457            |                               |
| Schumburg an der Desse      | Šumburk nad Desno            | Gablonz an der Neiße    | Aussig                  | Böhmen     |            |                  | 2.851          | 1942 an Tannwald              |
| Sebastiansberg              | Hora Svatého Šebestiána      | Komotau                 | Aussig                  | Böhmen     |            | 1597-            | 1.226          |                               |
| Seestadtl                   | Ervěnice                     | Komotau                 | Aussig                  | Böhmen     |            |                  | 4.221          |                               |
| Sonnenberg                  | Výsluní                      | Komotau                 | Aussig                  | Böhmen     |            | 1565–1945 2007   | 1.240          | früher Suniperk               |
| Staab                       | Stod                         | Mies                    | Eger                    | Böhmen     |            | 1850             | 2.839          |                               |
| Stadt Liebau                | Město Libavá                 | Bärn                    | Troppau                 | Mähren     |            |                  | 2.998          |                               |
| Starkstadt                  | Stárkov                      | Braunau                 | Aussig                  | Böhmen     |            | 1573             | 750            |                               |
| Stein-Schönau               | Kamenický Šenov              | Tetschen-Bodenbach      | Aussig                  | Böhmen     |            | 1900             | 4.936          |                               |
| Sternberg                   | Šternberk                    | Sternberg (Mähren)      | Troppau                 | Mähren     |            |                  | 12.141         |                               |
| Stramberg                   | Štramberk                    | Neu Titschein           | Troppau                 | Mähren     |            |                  | 3.524          |                               |
| Tachau                      | Tachov                       | Tachau                  | Eger                    | Böhmen     |            |                  | 6.425          |                               |
| Tannwald                    | Tanvald                      | Gablonz an der Neiße    | Aussig                  | Böhmen     |            | 1905             | 6.069          |                               |
| Tepl                        | Teplá                        | Tepl                    | Eger                    | Böhmen     |            | 1385             | 2.475          |                               |
| Teplitz-Schönau             | Teplice                      | Teplitz-Schönau         | Aussig                  | Böhmen     |            |                  | 26.281         |                               |
| Tetschen                    | Děčín                        | Tetschen-Bodenbach      | Aussig                  | Böhmen     |            | 13__             | 12.647         |                               |
| Theusing                    | Toužim                       | Tepl                    | Eger                    | Böhmen     |            | 1469             | 1.911          |                               |
| Trautenau                   | Trutnov                      | Trautenau               | Aussig                  | Böhmen     |            |                  | 14.811         |                               |
| Troppau                     | Opava                        | Stadtkreis              | Troppau                 | Schlesien  |            | 1224             | 44.740         |                               |
| Tschernoschin               | Černošín                     | Mies                    | Eger                    | Böhmen     |            | 1846             | 1.529          |                               |
| Turn                        | Trnovany                     | Teplitz-Schönau         | Aussig                  | Böhmen     |            |                  | 14.125         |                               |
| Tuschkau                    | Město Touškov                | Mies                    | Eger                    | Böhmen     |            | 1543             | 1.754          |                               |
| Unter Sandau                | Dolní Žandov                 | Marienbad               | Eger                    | Böhmen     |            |                  | 1.467          |                               |
| Wagstadt                    | Bílovec                      | Wagstadt                | Troppau                 | Schlesien  |            | ~1320            | 4.607          |                               |
| Warnsdorf                   | Varnsdorf                    | Warnsdorf               | Aussig                  | Böhmen     |            | 1868             | 21.179         |                               |
| Wartenberg am Roll          | Stráz pod Ralskem            | Deutsch Gabel           | Aussig                  | Böhmen     |            |                  | 1.141          |                               |
| Wegstädtl                   | Štětí                        | Dauba                   | Aussig                  | Böhmen     |            |                  | 1.684          |                               |
| Weidenau                    | Vidnava                      | Freiwaldau              | Troppau                 | Schlesien  |            | 1428             | 2.158          |                               |
| Weipert                     | Vejprty                      | Preßnitz                | Aussig                  | Böhmen     |            | 1607             | 10.667         |                               |
| Wernstadt                   | Verneřice                    | Tetschen-Bodenbach      | Aussig                  | Böhmen     |            | 1847             | 1.401          |                               |
| Weseritz                    | Bezdružice                   | Tepl                    | Eger                    | Böhmen     |            | 2006             | 980            |                               |
| Wiesenthal an der Neiße     | Lučany nad Nisou             | Gablonz an der Neiße    | Aussig                  | Böhmen     |            | 2006             | 3.467          |                               |
| Wigstadtl                   | Vítkov                       | Troppau                 | Troppau                 | Schlesien  | 1523       |                  | 4.490          |                               |
| Wildstein                   | Skalná                       | Eger                    | Eger                    | Böhmen     | 1865       | 1905             | 2.452          | bis 1950 Vildštejn            |
| Willomitz                   | Vilémov                      | Kaaden                  | Eger                    | Böhmen     |            |                  | 882            |                               |
| Wölmsdorf                   | Vilémov u Šluknova           | Schluckenau             | Aussig                  | Böhmen     |            |                  | 1.435          |                               |
| Wscherau                    | Všeruby u Plzně              | Mies                    | Eger                    | Böhmen     |            |                  | 933            |                               |
| Würbenthal                  | Vrbno pod Pradědem           | Freudenthal             | Troppau                 | Schlesien  |            |                  | 4.029          |                               |
| Zuckmantel                  | Zlaté Hory                   | Freiwaldau              | Troppau                 | Schlesien  |            | 1306             | 4.363          |                               |
| Zwickau in Böhmen           | Cvikov                       | Deutsch Gabel           | Aussig                  | Böhmen     |            | 1391             | 4.273          |                               |
| Zwittau                     | Svitavy                      | Zwittau                 | Troppau                 | Mähren     |            |                  | 10.405         |                               |